# 宫本直毅
宫本直毅（みやもと なおき，1934年12月9日—2012年10月26日），日本棋手，围棋九段（1969年取得）。15岁投入“风雪仙翁不倒松”桥本宇太郎门下，1950年入段。
1974年作为关西围棋访华团的团长，六战全胜。第七战对弈当年尚还年轻的聂卫平，在12月9日其生日当天聂卫平战胜宫本，成为聂卫平人生重大转折点之一。被聂卫平称为“最难忘的一局”，列在“人生九局”之首。
2012年10月26日，因病辞世。